# 이천보
이천보(李天輔, 1698년 ~ 1761년)는 조선 후기의 문신으로 정치가이다. 본관은 연안이며 자는 의숙(宜叔), 호는 진암(晉庵), 시호는 문간(文簡)이다. 월사 이정귀의 직손이며 증조부는 비변사 당상을 지낸 이일상이고 옥천군수를 지낸 이주신(李舟臣)의 아들이다. 광성부원군 김만기의 외손자로 숙종비 인경왕후의 조카이다. 문학에 힘써 당대에 이름이 높았다.

## 생애
생원시에 합격, 내시교관으로 있다가, 1739년(영조 15)알성문과에 을과로 급제하였다. 1740년 홍문관 정자가 되고 교리·헌납·장령 등 언관직을 역임한 뒤 1749년 이조참판에 올랐다. 그 뒤 이조판서·병조판서 등을 거쳐 1752년 우의정으로 승진하고, 같은해 좌의정에 오른 뒤 영의정으로 임명됐다.
이후 신병을 이유로 벼슬을 마다했으니 영조의 배려로 영중추부사에 임명되었다. 1761년 1월 5일 《영조실록》에는 이천보가 영의정에서 물러나 병으로 죽었다고 명기되어 있으나 그 후 고종 36년(1899년) 장헌세자의 복권과 장조로 추존하는 문제를 다룬 부분에서는 이천보, 이후, 민백상이 연쇄자살한 것으로 규정하고 있다. 즉 실록의 기록이 병사, 자살 모두를 인정하는 형식이어서 논란을 불러일으키는 대목이다. 현재는 1761년 정월에 장헌세자가 저지른 장헌세자 평양 원유사건에 책임을 지고 좌의정 이후, 우의정 민백상과 함께 음독 자결했다고 보는 것이 일반적이다. 영조는 세 사람의 충성심에 감동하여 세자의 원유 사건을 불문에 부쳤다고 한다.

## 인물
생전 이천보는 담론을 좋아하며 허례허식에 얽매이지 않은 인품으로 유명했다. 영조 대 유척기와 함께 2대 문장가로 꼽히며 남유용, 오원, 황경원과 함께 당파를 초월한 학문적 교류를 했다.
문집에는 진암집(晉庵集)이 있으며 사도세자와의 의리를 지킨 공로를 인정받고 불천위에 봉해져 사후에도 영애를 누렸다.
대를 이을 아들이 없어 11촌 조카 이문원을 입적시켰다. 나라에서는 장헌세자를 위해 목숨을 바친 공로를 인정해 불천위(不遷位)로 봉해 신주를 묻지 않고 영구히 제사를 모시게 했다. 이천보가 가르친 인재들은 후대에 정조의 개혁정책을 도왔다.

## 가족 관계
- 증조부: 대제학 이일상(李一相)
  - 할아버지: 이성조(李成朝)
    - 아버지: 이주신(李舟臣)
    - 어머니: 김만기(金萬基)의 딸
      - 부인: 은진 송씨 - 송상유의 딸
        - 아들 : 판서 이문원(李文源)
          - 손자 : 좌의정 이존수(李存秀)

        - 며느리 : 청송 심씨 - 심수(沈鏽, 송상유의 사위)의 딸
        - 사위: 조경(趙絅)
        - 사위: 오재순(吳載純)
        - 사위: 서유방(徐有防)[4]